# Helsinki Thunder
Helsinki Thunder – nieistniejący już tymczasowy uliczny tor wyścigowy w Helsinkach w Finlandii.
Inicjatorem stworzenia toru był fiński kierowca wyścigowy, Robert Lappalainen. Tor w latach 1995–1996 gościł wyścigi DTM, a w roku 1997 wyścigi FIA GT i Międzynarodowej Formuły 3000.